# Piraziz (district)
Piraziz is een Turks district in de provincie Giresun en telt 14.832 inwoners (2007). Het district heeft een oppervlakte van 154,3 km². Hoofdplaats is Piraziz.
De bevolkingsontwikkeling van het district is weergegeven in onderstaande tabel.
| 1997   | 2000   | 2007   |
| ------ | ------ | ------ |
| 15.174 | 17.901 | 14.832 |